# Parafia Świętej Rodziny w Rzeszowie
Parafia Świętej Rodziny w Rzeszowie – parafia znajdująca się w diecezji rzeszowskiej w dekanacie Rzeszów Południe. 

## Historia
7 listopada 1984 roku przybył do Rzeszowa ks. Andrzej Rabij ze Zgromadzenia Misjonarzy Świętej Rodziny. W maju 1985 roku rozpoczęto budowę tymczasowej kaplicy. 28 sierpnia 1985 roku dekretem bpa Ignacego Tokarczuka została erygowana parafia, z wydzielonego terytorium parafii Chrystusa Króla. 18 czerwca 1986 roku kaplica została poświęcona przez ks. prowincjała Mariana Garyelczyka MSF. W 1986 roku zbudowano punkt katechetyczny. 
W 1989 roku rozpoczęto budowę kościoła, według projektu arch. inż. Wojciecha Fałata i konstruktora mgr inż. Adama Tarnawskiego. W latach 1992–1999 zbudowano dom zakonny. 24 lutego 1993 roku został erygowany dom zakonny. 12 listopada 2000 roku bp Kazimierz Górny dokonał konsekracji kościoła.
Według danych statystycznych parafia liczy 7100 wiernych.

## Proboszczowie parafii
| Lata         | Proboszcz                  |
| ------------ | -------------------------- |
| 1985–1992    | ks. Andrzej Rabij MSF      |
| 1992–1999    | ks. Ryszard Boćkowski MSF  |
| 1999–2008    | ks. Marek Winiarski MSF    |
| 2008–2017    | ks. Andrzej Kinal MSF      |
| 2017–obecnie | ks. Grzegorz Kałdowski MSF |

## Terytorium parafii
Teren parafii obejmuje ulice:
- Krakowska (jeden numer)
- Kotuli (numery nieparzyste)
- Lewakowskiego
- Pleśniarowicza
- Rataja
- Sędziszowska (dwa numery)
- Solarza
- Stojałowskiego
- Zbyszewskiego